# Laeops tungkongensis
Laeops tungkongensis és un peix teleosti de la família dels bòtids i de l'ordre dels pleuronectiformes.

## Distribució geogràfica
Es troba a les costes del Mar de la Xina Meridional.